# Bont zandhoen
Het bont zandhoen (Pterocles burchelli) is een vogel uit de familie van de zandhoenders (Pteroclididae). De vogel is genoemd naar de Britse natuuronderzoeker William John Burchell.

## Verspreiding en leefgebied
Deze soort komt voor in het zuiden van Afrika, met name van zuidelijk Angola en Namibië via Botswana tot Zimbabwe en Zuid-Afrika. 